# Georgia O'Keeffe - Mani

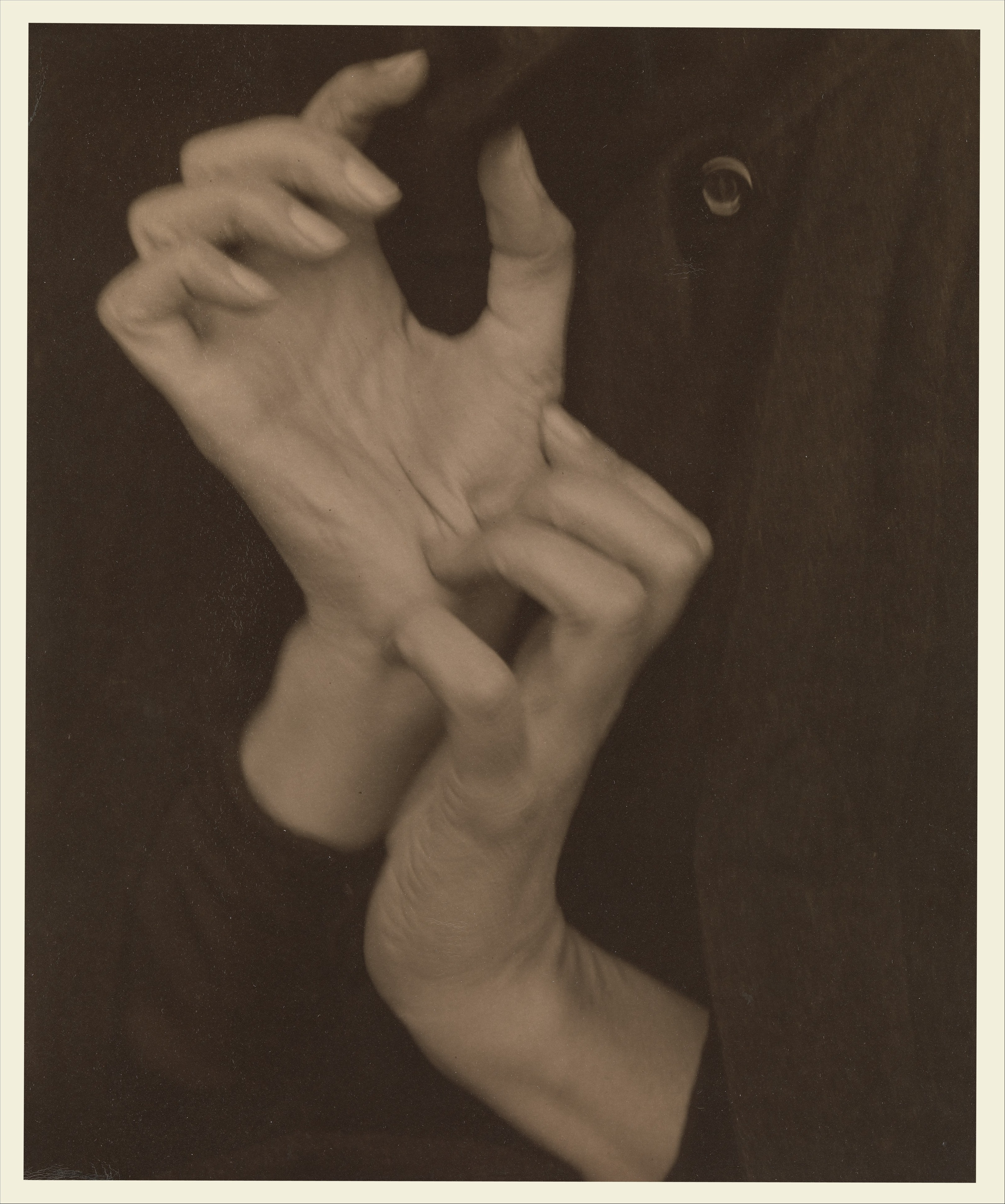
Georgia O'Keeffe - Mani, 1919

Georgia O'Keeffe - Mani (Georgia O'Keeffe - Hands) è una fotografia in bianco e nero scattata da Alfred Stieglitz nel 1919. Fa parte di un gruppo ampio di più di 300 fotografie che egli scattò alla pittrice Georgia O'Keeffe, dal 1917 (prima del loro matrimonio nel 1924) fino al 1937.

## Storia e descrizione
Stieglitz scattò varie fotografie delle mani di O'Keeffe nel 1919, e questa è una delle più note. Gli interessava indagare la ritrattistica della sua modella, spesso senza mostrare il suo viso, ma altre parti del corpo, come le sue mani, i piedi e il busto. In particolare, le sue mani gli piacevano perché creavano l'arte che egli ammirava. In questa fotografia indossa un abito nero, che dà all'immagine uno sfondo interamente nero. Ella fa un gesto artistico e drammatico, dato che ferma la sua mano destra sul fondo della sua mano sinistra, con le dita di entrambe le mani piegate a metà.
Questa fotografia è stata la più costosa dell'artista ad essere mai venduta, venendo messa all'asta per 1.472.000 dollari alla sede novaiorchese di Sotheby's il 14 febbraio del 2006.

## Nelle collezioni pubbliche
Delle stampe di questa fotografia si trovano al museo Metropolitano nuovaiorchese alla National Gallery of Art e alla biblioteca del Congresso di Washington, D.C., il museo d'arte di Filadelfia e la George Eastman House, a Rochester.